# Torre dell'Orologio (Avellino)

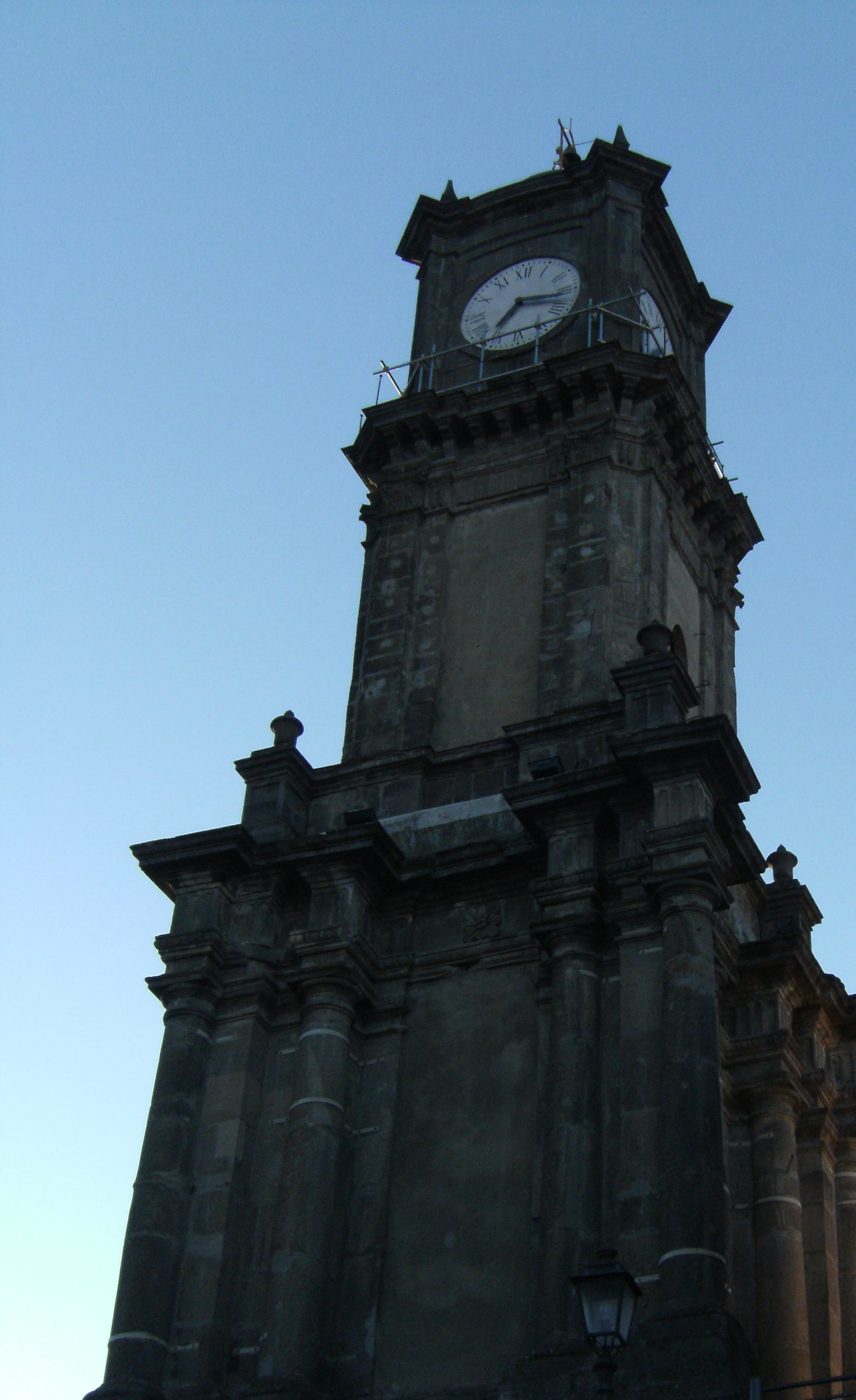
Torre dell'Orologio

La Torre dell'Orologio, simbolo di Avellino, è un monumento in stile barocco che sovrasta Piazza Amendola, dove si trova il Palazzo della Dogana. La base della torre è collocata dietro agli edifici che affacciano sulla piazza, e più esattamente lungo la Salita dell'Orologio, nei pressi dell'ingresso delle Grotte longobarde. 

## Descrizione

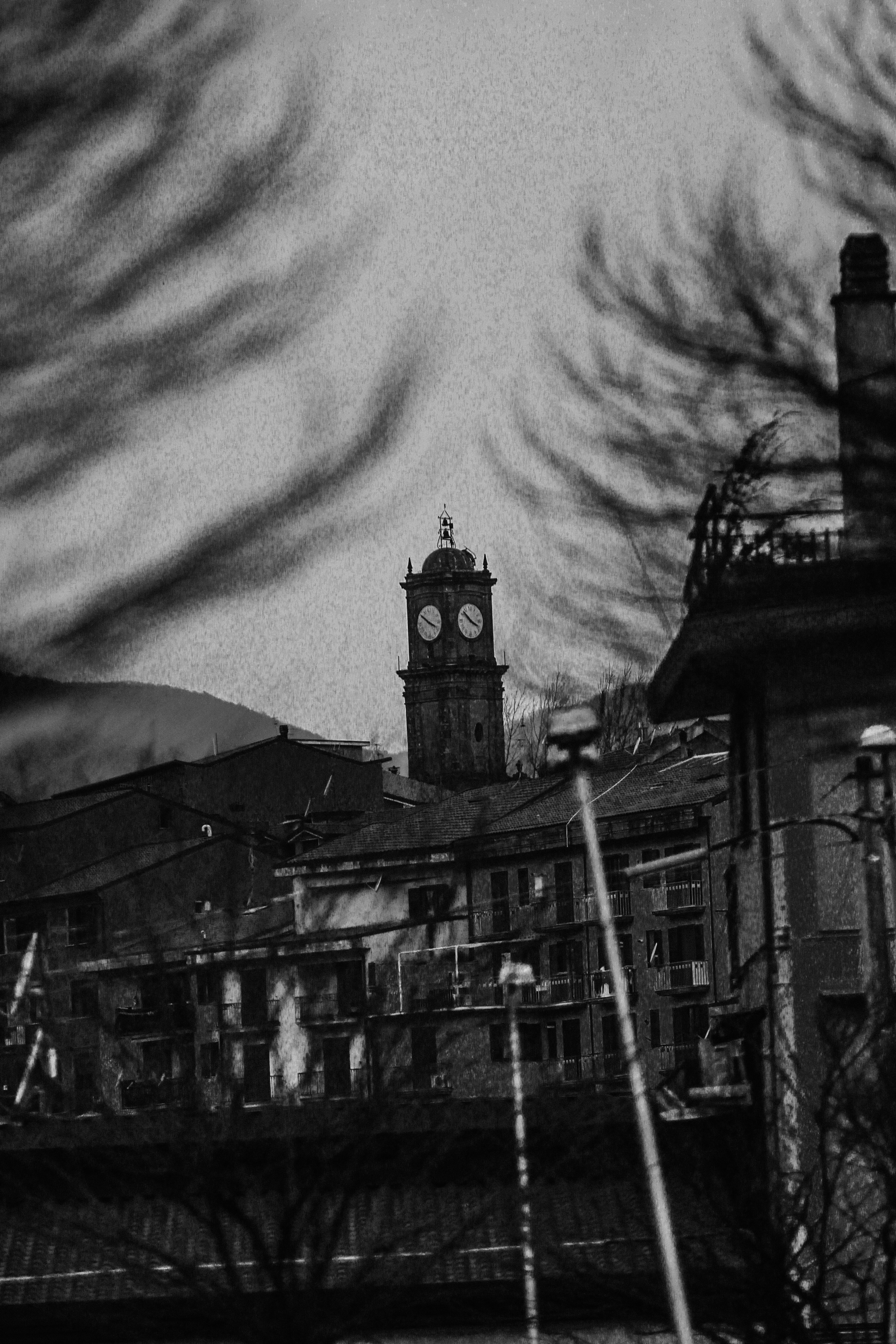
Torre dell'Orologio vista da Parco Santo Spirito, Avellino

La torre è alta circa 36 metri e presenta un basamento a bugne riquadre. In origine presentava due piani, con quello più elevato aperto. Successivamente venne aggiunto un terzo livello, dotato di un orologio a campane e della "diana" che suonava a martello in caso di pericolo.
Data la sua altezza e la sua collocazione, la Torre dell'Orologio sovrastava gli edifici circostanti: la sua sommità è tuttora visibile da grande distanza, persino dalla fine di via Francesco Tedesco a est e del Corso Vittorio Emanuele II a ovest, che ricalcano l'asse viario della Regia strada delle Puglie, lungo la quale un tempo il grano proveniente dalla Puglia veniva trafficato a Napoli.

## Storia
Disputata è l'origine della struttura. Stando alla tradizione, la Torre sarebbe stata edificata su una preesistente rocca delle antiche mura di Avellino, in particolare su una torre di avvistamento a sua volta edificata su un precedente campanile. Più di recente si è ritenuto che la sua realizzazione avvenne nel XVII secolo, per volontà del principe di Avellino Francesco Marino I Caracciolo. Il principe voleva una struttura che rappresentasse l'idea della nuova città ridisegnata dalla famiglia Caracciolo, affidando il progetto forse a Cosimo Fanzago (Clusone, 1591 – Napoli, 1678), artefice anche di altri due monumenti in città (il vicino Palazzo della Dogana e la Fontana di Bellerofonte), anche se la documentazione riguardo un ruolo di Fanzago per la Torre dell'Orologio è attualmente mancante.
Realmente documentato è invece l'intervento dell'architetto napoletano Giovan Battista Nauclerio (Napoli, 1666 - Napoli, 1739). È da escludere una collaborazione tra i due artisti anche solo per un'incompatibilità cronologica: quando muore il Fanzago, Giovan Battista Nauclerio è appena dodicenne.
Come tutti i monumenti secolari, la Torre dell'Orologio ha vissuto le conseguenze dei vari terremoti successivi alla sua costruzione, verificatisi nel XVII e XVIII secolo. Ricevette un restauro nel 1782, impiegando danaro pubblico, secondo quanto recita una lapide dove si leggono i nomi del sindaco dell'epoca, Pietro Rossi, e dell'architetto responsabile, Luigi Maria de Conciliis.
La Torre crollò quasi interamente a seguito del terremoto del 23 novembre 1980, il che rese necessaria una ricostruzione, per quanto possibile, con elementi originali.
Un'immagine della torre è utilizzata come copertina della rivista scientifica Peps.

## Galleria d'immagini

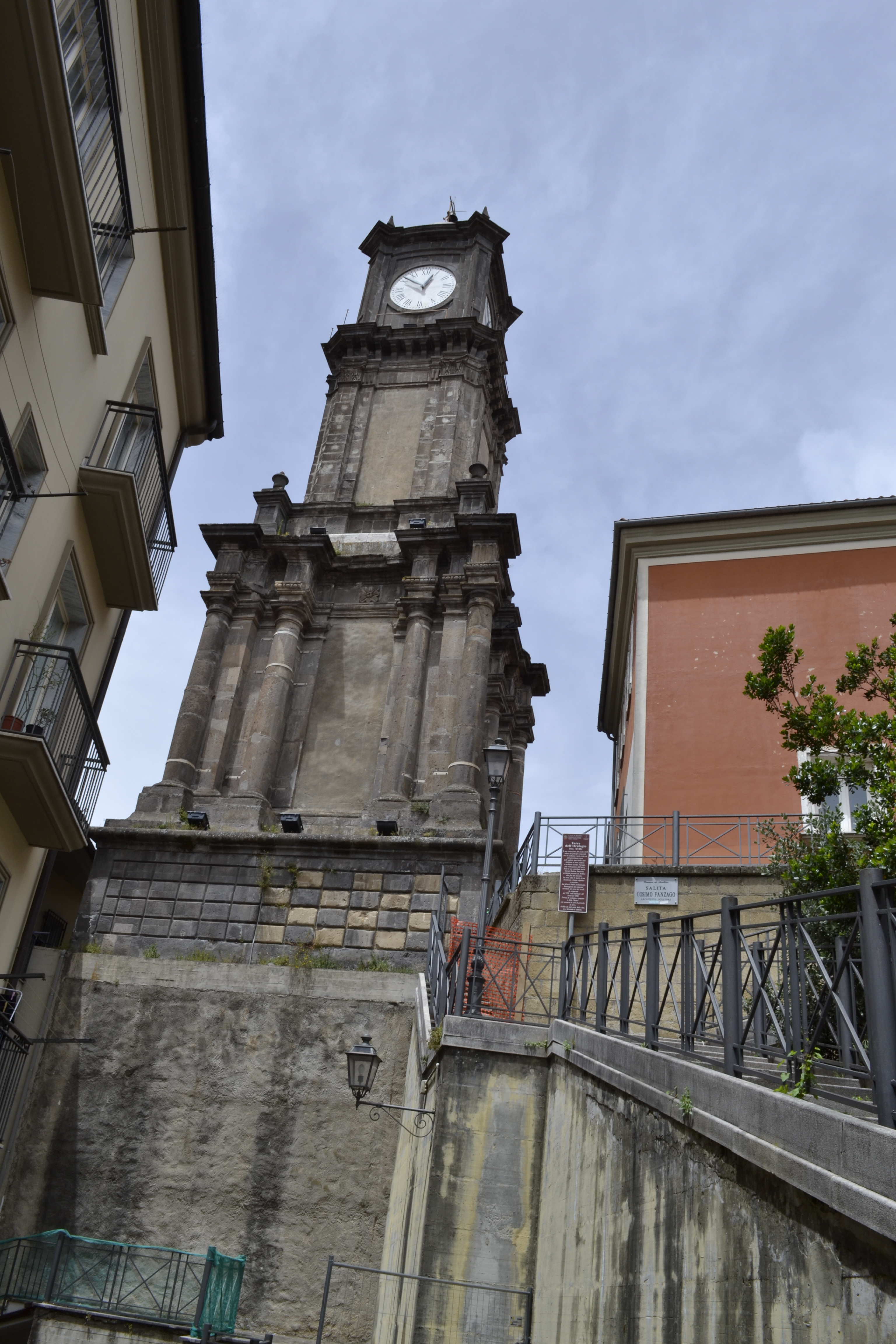
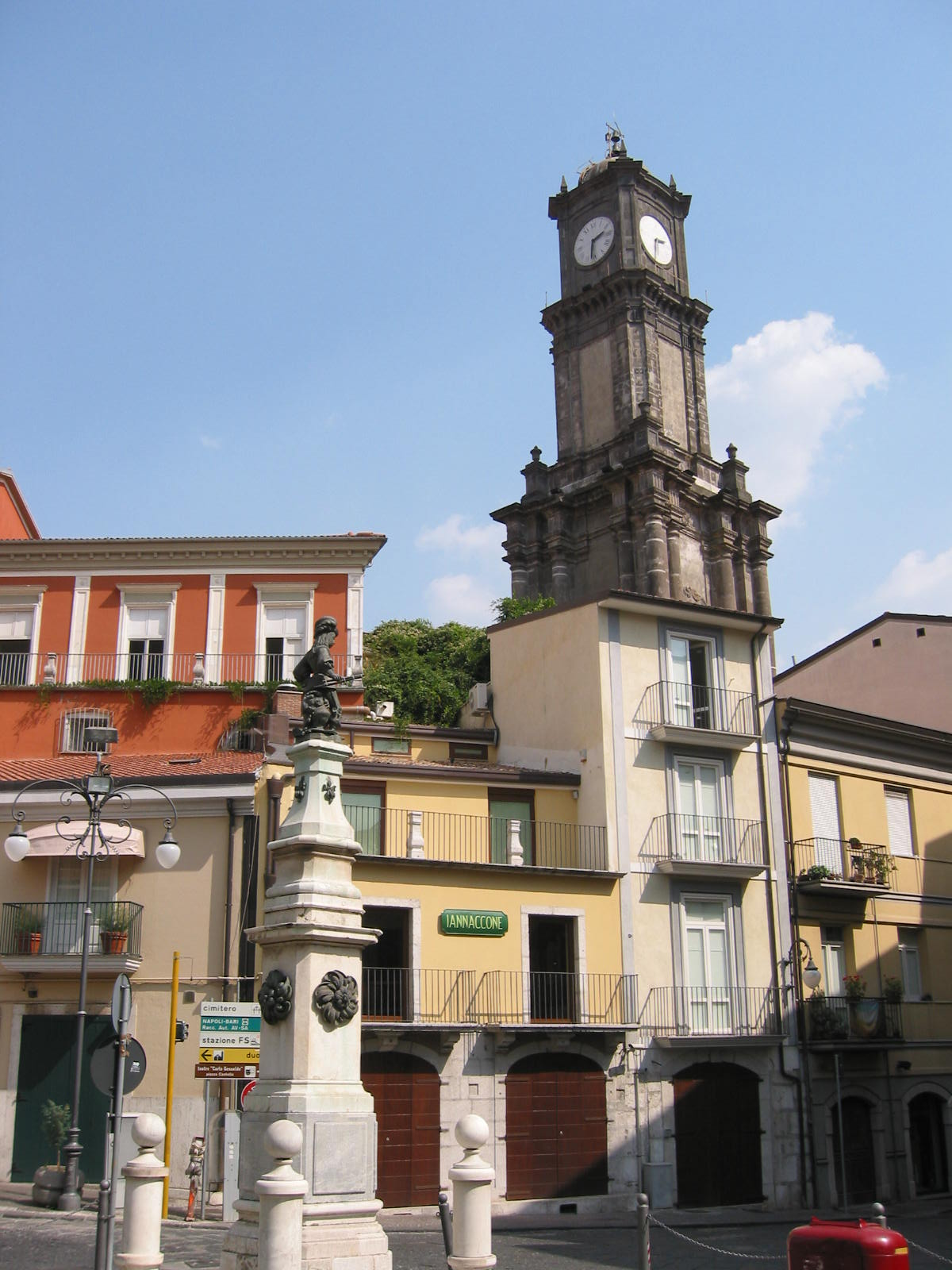
La Torre vista da Piazza Amendola
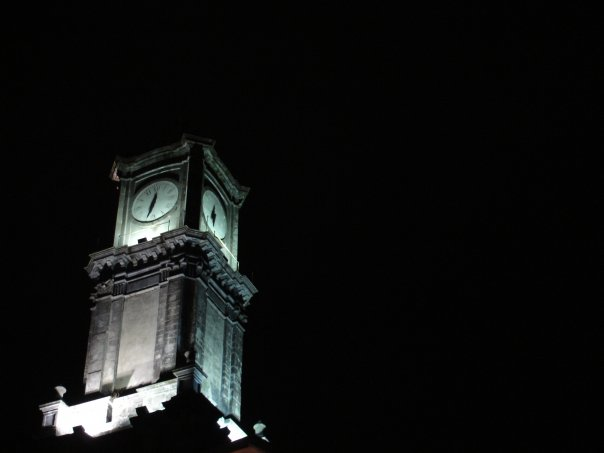
La torre dell'Orologio di notte
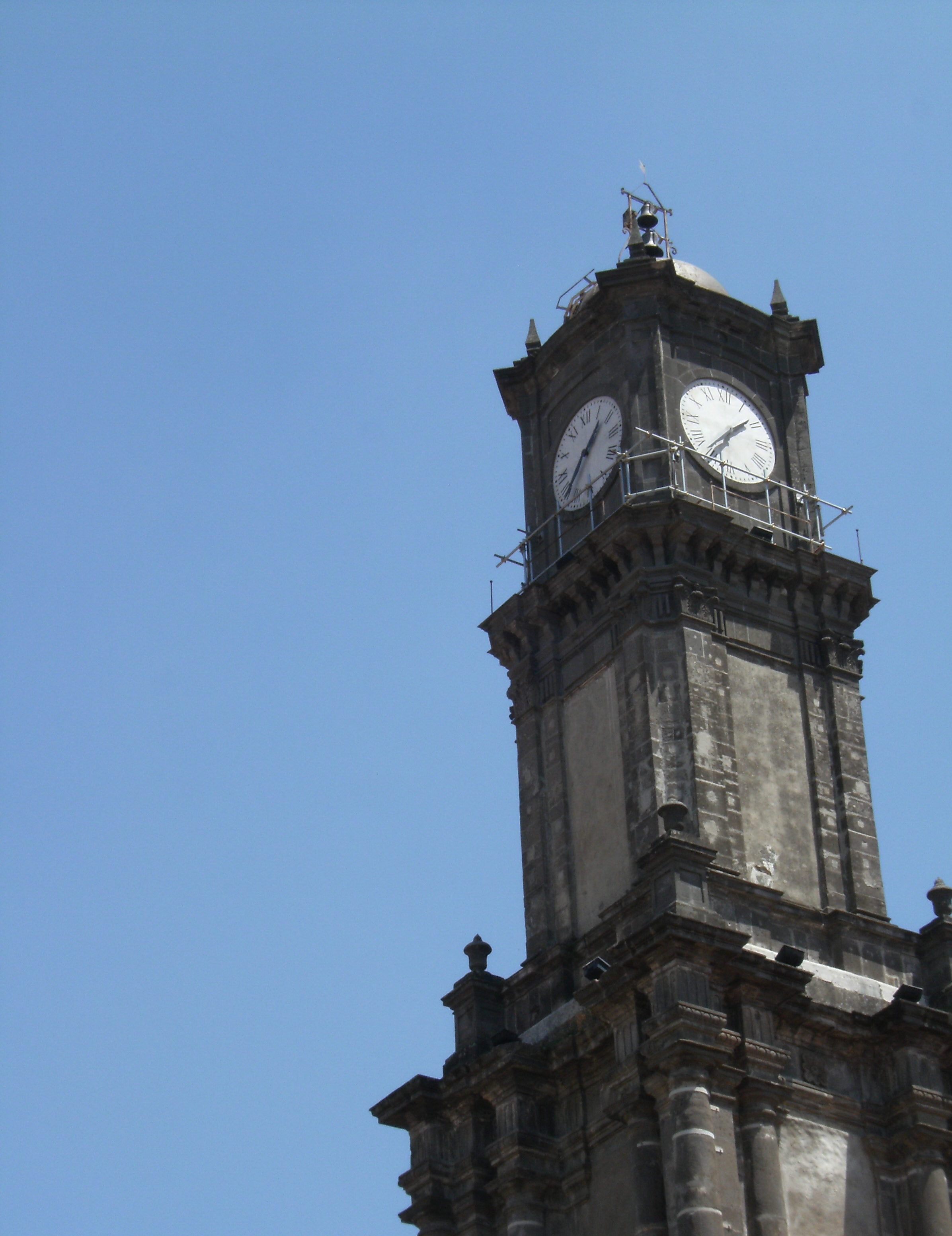
Torre dell'Orologio